# Tom Clancy's The Division 2
Tom Clancy's The Division 2 — рольова багатокористувацька гра, яку розробила Massive Entertainment і випустила компанія Ubisoft. Сиквел до Tom Clancy's The Division. Події відбуваються в найближчому майбутньому у Вашингтоні, округ Колумбія, після пандемії віспи, і йде за агентом Strategic Homeland Division, коли вони намагаються відновити місто. Гра вийшла для Microsoft Windows, PlayStation 4 і Xbox One 15 березня 2019 року. Вона отримала в цілому позитивні відгуки критиків, більшість з яких відзначили поліпшення в порівнянні з першою частиною.